# La Pelota
La Pelota är en ort i Mexiko.   Den ligger i kommunen Azoyú och delstaten Guerrero, i den sydöstra delen av landet, 300 km söder om huvudstaden Mexico City. La Pelota ligger 193 meter över havet och antalet invånare är 372.
Terrängen runt La Pelota är platt åt sydväst, men åt nordost är den kuperad. Terrängen runt La Pelota sluttar söderut. Runt La Pelota är det ganska glesbefolkat, med 34 invånare per kvadratkilometer. Närmaste större samhälle är Azoyú, 7,7 km nordost om La Pelota. Omgivningarna runt La Pelota är en mosaik av jordbruksmark och naturlig växtlighet.